# Deutsche Feldhandball-Meisterschaft 1954
Die Deutsche Feldhandball-Meisterschaft 1954 wurde in einem Endrundenturnier zwischen dem 16. Mai und dem 27. Juni 1954 ausgespielt. Das Turnier war die fünfte vom DHB ausgerichtete Meisterschaftsrunde im Feldhandball der Männer. Das Endspiel fand am 27. Juni 1954 vor mehr als 20.000 Zuschauern im Stuttgarter Neckarstadion statt.
Neuer Deutscher Meister wurde der TC Frisch Auf Göppingen. Die Göppinger besiegten im Endspiel den TuS Lintfort mit 18:8 und gewannen damit den ersten Feldhandball-Meistertitel ihrer Vereinsgeschichte. Frisch Auf trat damit auch auf dem Großfeld die Nachfolge der SV Polizei Hamburg an, des Abonnementmeisters der vergangenen Jahre in beiden Handballsportarten; die auffällig junge Mannschaft um Bernhard Kempa hatte im Frühjahr bereits die Hallenmeisterschaft gewonnen.

## Modus
Der Modus wurde gegenüber der vorangegangenen Spielzeit geringfügig geändert: Acht Mannschaften hatten sich über die Meisterschaftsendrunden der Regionalverbände für dieses Turnier qualifiziert. Diese Mannschaften spielten gegeneinander in zwei Gruppen mit Hin- und Rückspielen; die Gruppensieger traten im Finale gegeneinander an, die jeweiligen Gruppenzweiten (dies war die Neuerung) spielten um Platz drei.
In Gruppe I traten an: SV Polizei Hamburg (Norddeutscher Vizemeister, Titelverteidiger), Reinickendorfer Füchse (Berliner Meister), TuS Lintfort (Westdeutscher Meister) und TSV Zirndorf 1861 (Süddeutscher Vizemeister).
Gruppe II setzte sich zusammen aus: TC Frisch Auf Göppingen (Süddeutscher Meister, Deutscher Meister (Halle) 1954), THW Kiel (Norddeutscher Meister), SV Harleshausen (Südwestdeutscher Meister) sowie TuS 04 Rheinhausen (Westdeutscher Vizemeister).
Die Spieldauer betrug 2 × 30 Minuten.

## Turnierverlauf
Schon die Qualifikation des Titelverteidigers und Serienmeisters der letzten Spielzeiten, der SV Polizei Hamburg, war mühsam verlaufen; die Hamburger hatten sich bei der Norddeutschen Meisterschaft dem THW Kiel deutlich geschlagen geben müssen und konnten sich erst über zwei Entscheidungsspiele für das Turnier um die Deutsche Meisterschaft qualifizieren. Aufgrund dieses Erfolgs gegen den Hamburger Polizeiverein wurde der THW zum Kreis der Favoriten gezählt. Schon im ersten Spiel gegen den Südwestmeister aus Kassel-Harleshausen zeigte sich allerdings, dass sich die Gewichte im deutschen Feldhandball verschoben hatten: Die Kieler konnten auf eigenem Platz mit Mühe ein Unentschieden retten.
Nach der gegen Göppingen in der Wintersaison verlorenen Hallenmeisterschaft bestätigte nun auch das Feldturnier, dass die Zeit der Hamburger Handball-Dominanz vorbei war, es zeigte sich außerdem, dass der Westen und der Süden Deutschlands den Norden spielerisch überholt hatten; erstmals seit der Feldhandball-Zonenmeisterschaft 1948 war kein norddeutscher Verein mehr im Finale vertreten. Die unbekümmerten Göppinger „Kempa-Buben“ dagegen hatten bis ins Endspiel die größten Reserven und verwiesen unter der „alles überragenden“ Regie Bernhard Kempas den Westdeutschen Meister TuS Lintfort auf den undankbaren zweiten Rang.

### Gruppe I
TuS Lintfort – Reinickendorfer Füchse: 9:8 / 10:11
TuS Lintfort – SV Polizei Hamburg: 14:13 / 12:12
TuS Lintfort – TSV Zirndorf 1861: 14:11 / 18:11
Reinickendorfer Füchse – SV Polizei Hamburg: 10:18 / 12:10
Reinickendorfer Füchse – TSV Zirndorf 1861: 16:8 / 15:7
SV Polizei Hamburg – TSV Zirndorf 1861: 21:5 / 12:6
|    | Tabelle Gruppe I       | Sp. | S | U | N | Tore  | Diff. | Punkte |
| -- | ---------------------- | --- | - | - | - | ----- | ----- | ------ |
| 1. | TuS Lintfort           | 6   | 4 | 1 | 1 | 77:66 | +11   | 9:3    |
| 2. | Reinickendorfer Füchse | 6   | 4 | 0 | 2 | 72:62 | +10   | 8:4    |
| 3. | SV Polizei Hamburg     | 6   | 3 | 1 | 2 | 86:59 | +27   | 7:5    |
| 4. | TSV Zirndorf 1861      | 6   | 0 | 0 | 6 | 48:96 | −48   | 0:12   |

### Gruppe II
Frisch Auf Göppingen – SV Harleshausen: 17:13 / 10:14
Frisch Auf Göppingen – THW Kiel: 17:13 / 15:11
Frisch Auf Göppingen – TuS 04 Rheinhausen: 16:10 / 12:5
SV Harleshausen – THW Kiel: 12:12 / 17:15
SV Harleshausen – TuS 04 Rheinhausen: 14:10 / 19:12
THW Kiel – TuS 04 Rheinhausen: 21:15 / 18:12
|    | Tabelle Gruppe II       | Sp. | S | U | N | Tore   | Diff. | Punkte |
| -- | ----------------------- | --- | - | - | - | ------ | ----- | ------ |
| 1. | TC Frisch Auf Göppingen | 6   | 5 | 0 | 1 | 87:66  | +21   | 10:2   |
| 2. | SV Harleshausen         | 6   | 4 | 1 | 1 | 89:76  | +13   | 9:3    |
| 3. | THW Kiel                | 6   | 2 | 1 | 3 | 90:88  | +2    | 5:7    |
| 4. | TuS 04 Rheinhausen      | 6   | 0 | 0 | 6 | 64:100 | −36   | 0:12   |

### Endspiele
Spiel um Platz drei
Reinickendorfer Füchse – SV Harleshausen: 14:11 (9:4)
Finale
TC Frisch Auf Göppingen – TuS Lintfort: 18:8 (7:5)